# Gare de Rhisnes
La gare de Rhisnes est une gare ferroviaire belge de la ligne 161, de Schaerbeek à Namur, située à Rhisnes, section de la commune de La Bruyère, dans la province de Namur.
Elle est mise en service en 1855 par la Grande compagnie du Luxembourg. C'est une halte voyageurs de la Société nationale des chemins de fer belges (SNCB) desservie par des trains omnibus (L) et Heure de pointe (P).

## Situation ferroviaire
Établie à 153 mètres d'altitude, la gare de Rhisnes, est située au point kilométrique (PK) 54,316 de la ligne 161, de Schaerbeek à Namur entre les gares de Saint-Denis-Bovesse et de Namur.

## Histoire
La « station de Rhisnes » est mise en service le 9 octobre 1855 par la Grande compagnie du Luxembourg.

### Le bâtiment de la gare
Pour la construction de ses gares, la Grande Compagnie du Luxembourg réalisa plusieurs modèles standards et choisit pour un grand nombre de ses gares un modèle de bâtiment rectangulaire de deux niveaux sous bâtière comportant trois travées. Chaque façade était symétrique. Au centre, on retrouve un oculus sous une corniche en mitre. Les façades sont en brique apparente avec un cordon de pierre bleue au rez-de-chaussée joignant la naissance des arcs qui surplombent chaque ouverture (les arcs sont en plein cintre au rez-de-chaussée et bombés à l’étage). On retrouvait également deux cordons de briques, l'un marquant la séparation entre les deux étages et l'autre reliant le larmier des fenêtres à l'étage. Ces gares seront par la suite portées à cinq travées avec une avancée au niveau des trois travées centrales côté rue.
De telles gares ont été construites à Tilff, Rhisnes, Esneux, Saint-Denis-Bovesse, Barvaux, Bomal, Chastre, et Mont-Saint-Guibert. Seules les quatre premières existent toujours à l’heure actuelle.
Après la reprise de la plupart des compagnies privées par les Chemins de fer de l’État Belge, elle sera agrandie avec un important bâtiment voyageurs à cinq ouvertures et un étage sous toit à croupe avec un pignon côté voies (voir photo).

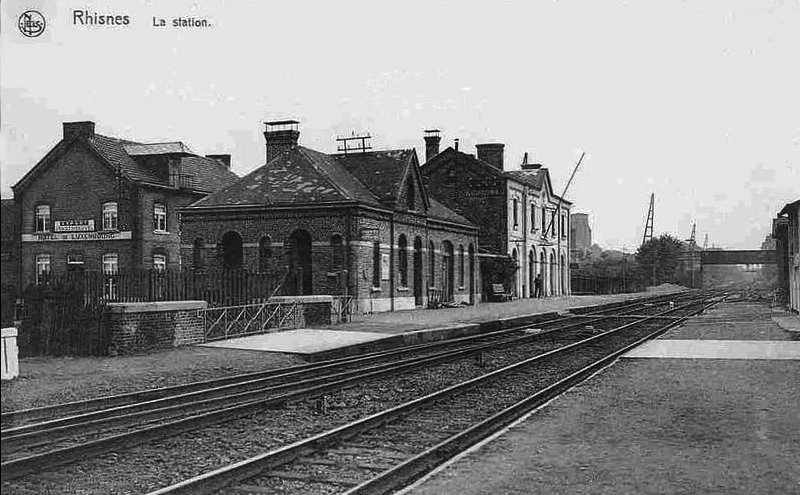
La gare dans les années 1900.

## Service des voyageurs

### Accueil
Halte SNCB, c'est un point d'arrêt non géré (PANG) à accès libre. Elle dispose de deux voies à quai.

### Desserte
Rhisnes est une halte voyageurs de la Société nationale des chemins de fer belges (SNCB) desservie par des trains omnibus (L) et Heure de pointe (P) de la relation Ottignies - Gembloux - Namur (voir fiches horaires de la ligne).
En semaine, la desserte comprend un train L par heure dans chaque sens complété, le matin, par un train P Namur - Ottignies (dans chaque sens) et un train P Namur - Gembloux ; l'après-midi, on retrouve un train P Namur - Ottignies et deux dans le sens Ottignies - Namur.
Les week-ends et jours fériés, seuls circulent les trains L au rythme d'un toutes les deux heures.

### Intermodalité
Un parc pour les vélos et un parking pour les véhicules y sont aménagés.

## Comptage voyageurs
Ce graphique et tableau montre le nombre de voyageurs embarquant en moyenne durant la semaine, le samedi et le dimanche.
| Nombre de passagers qui embarquent à la gare de Rhisnes | Nombre de passagers qui embarquent à la gare de Rhisnes | Nombre de passagers qui embarquent à la gare de Rhisnes | Nombre de passagers qui embarquent à la gare de Rhisnes |
|                                                         | Semaine                                                 | Samedi                                                  | Dimanche                                                |
| ------------------------------------------------------- | ------------------------------------------------------- | ------------------------------------------------------- | ------------------------------------------------------- |
| 1977                                                    | 319                                                     | 88                                                      | 42                                                      |
| 1978                                                    | 320                                                     | 77                                                      | 54                                                      |
| 1979                                                    | 294                                                     | 97                                                      | 48                                                      |
| 1980                                                    | 339                                                     | 103                                                     | 72                                                      |
| 1981                                                    | 311                                                     | 78                                                      | 36                                                      |
| 1982                                                    | 176                                                     | 91                                                      | 35                                                      |
| 1983                                                    | 394                                                     | 88                                                      | 30                                                      |
| 1984                                                    | 297                                                     | 94                                                      | 32                                                      |
| 1985                                                    | 321                                                     | 102                                                     | 66                                                      |
| 1986                                                    | 325                                                     | 73                                                      | 39                                                      |
| 1987                                                    | 339                                                     | 77                                                      | 41                                                      |
| 1988                                                    | 331                                                     | 52                                                      | 33                                                      |
| 1989                                                    | 324                                                     | 70                                                      | 36                                                      |
| 1990                                                    | 204                                                     | 70                                                      | 68                                                      |
| 1991                                                    | 264                                                     | 91                                                      | 39                                                      |
| 1992                                                    | 318                                                     | 76                                                      | 45                                                      |
| 1993                                                    | 209                                                     | 84                                                      | 44                                                      |
| 1994                                                    | 239                                                     | 95                                                      | 25                                                      |
| 1995                                                    | 203                                                     | 65                                                      | 20                                                      |
| 1996                                                    | 224                                                     | 31                                                      | 22                                                      |
| 1997                                                    | 232                                                     | 47                                                      | 22                                                      |
| 1998                                                    | 215                                                     | 44                                                      | 32                                                      |
| 1999                                                    | 203                                                     | 20                                                      | 7                                                       |
| 2000                                                    | 234                                                     | 32                                                      | 40                                                      |
| 2001                                                    | 201                                                     | 24                                                      | 16                                                      |
| 2002                                                    | 219                                                     | 32                                                      | 26                                                      |
| 2003                                                    | 216                                                     | 32                                                      | 17                                                      |
| 2004                                                    | 221                                                     | 42                                                      | 26                                                      |
| 2005                                                    | 238                                                     | 50                                                      | 30                                                      |
| 2006                                                    | 254                                                     | 36                                                      | 26                                                      |
| 2007                                                    | 277                                                     | 80                                                      | 38                                                      |
| 2008                                                    | -                                                       | -                                                       | -                                                       |
| 2009                                                    | 236                                                     | 26                                                      | 31                                                      |
| 2010                                                    | -                                                       | -                                                       | -                                                       |
| 2011                                                    | -                                                       | -                                                       | -                                                       |
| 2012                                                    | 235                                                     | 46                                                      | 67                                                      |
| 2013                                                    | 219                                                     | 39                                                      | 23                                                      |
| 2014                                                    | 296                                                     | 40                                                      | 29                                                      |
| 2015                                                    | 194                                                     | 37                                                      | 19                                                      |
| 2016                                                    | 172                                                     | 27                                                      | 29                                                      |
| 2017                                                    | 380                                                     | 34                                                      | 22                                                      |
| 2018                                                    | 185                                                     | 34                                                      | 31                                                      |
| 2019                                                    | 234                                                     | 40                                                      | 34                                                      |
| 2020                                                    | 147                                                     | 47                                                      | 17                                                      |
| 2021                                                    | -                                                       | -                                                       | -                                                       |
| 2022                                                    | 289                                                     | 39                                                      | 39                                                      |
| 2023                                                    | 279                                                     | 101                                                     | 66                                                      |
| 2024                                                    | 263                                                     | 86                                                      | 53                                                      |

## Patrimoine ferroviaire
L'ancien bâtiment voyageurs, ainsi que son annexe, sont démolis en avril 2021 après plusieurs années d'abandon et un incendie.

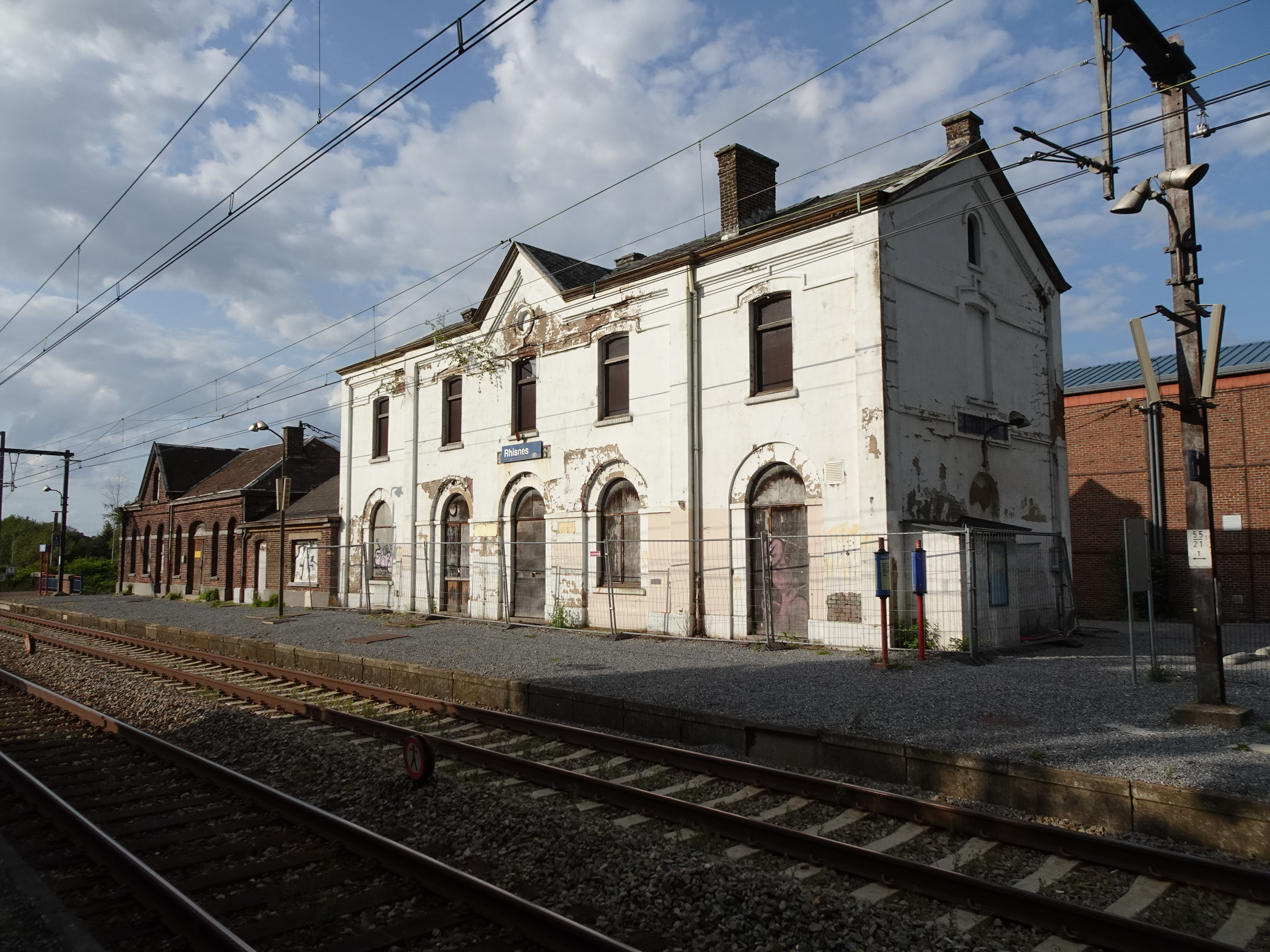
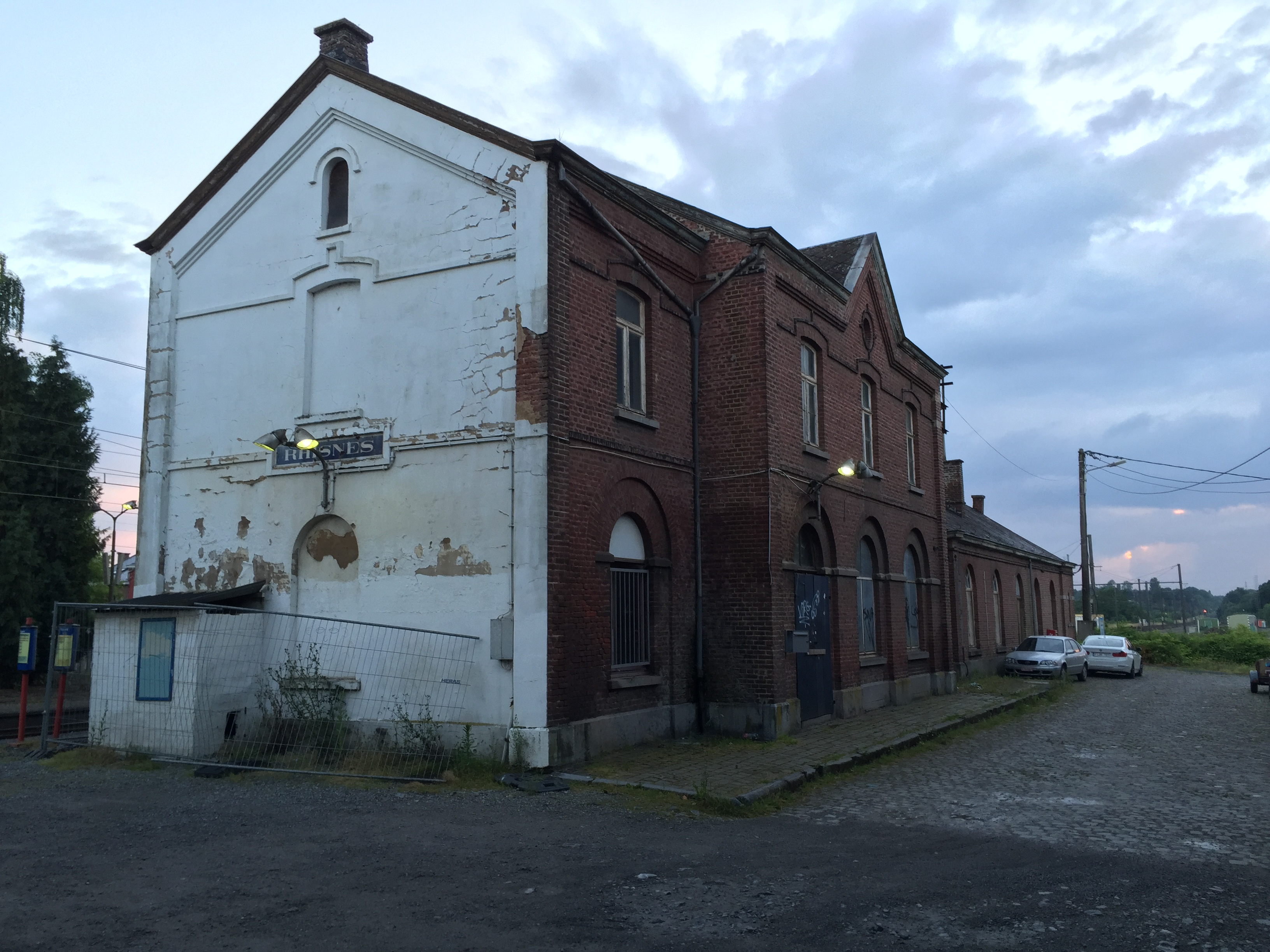
Anciens bâtiments de la gare.
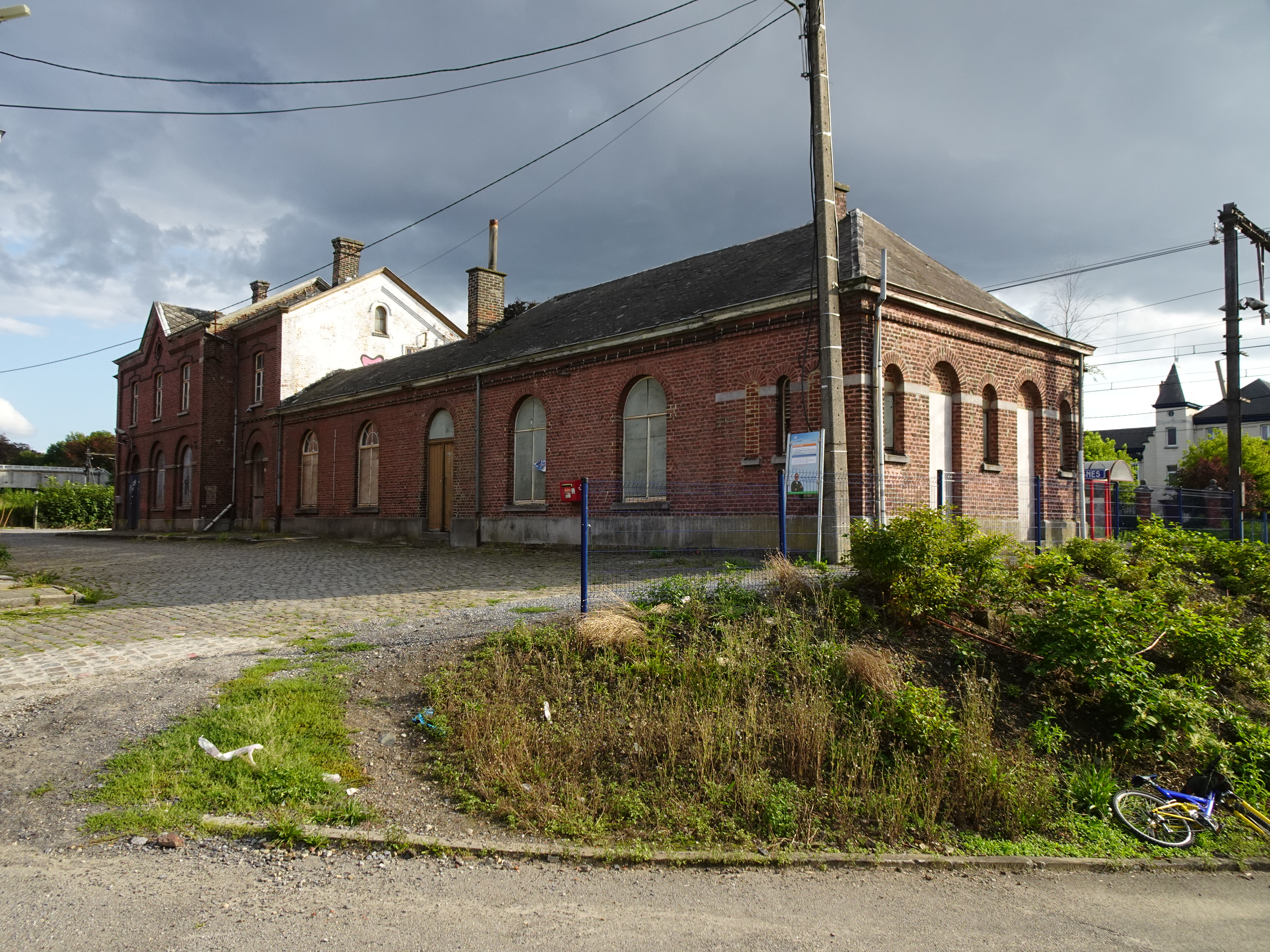
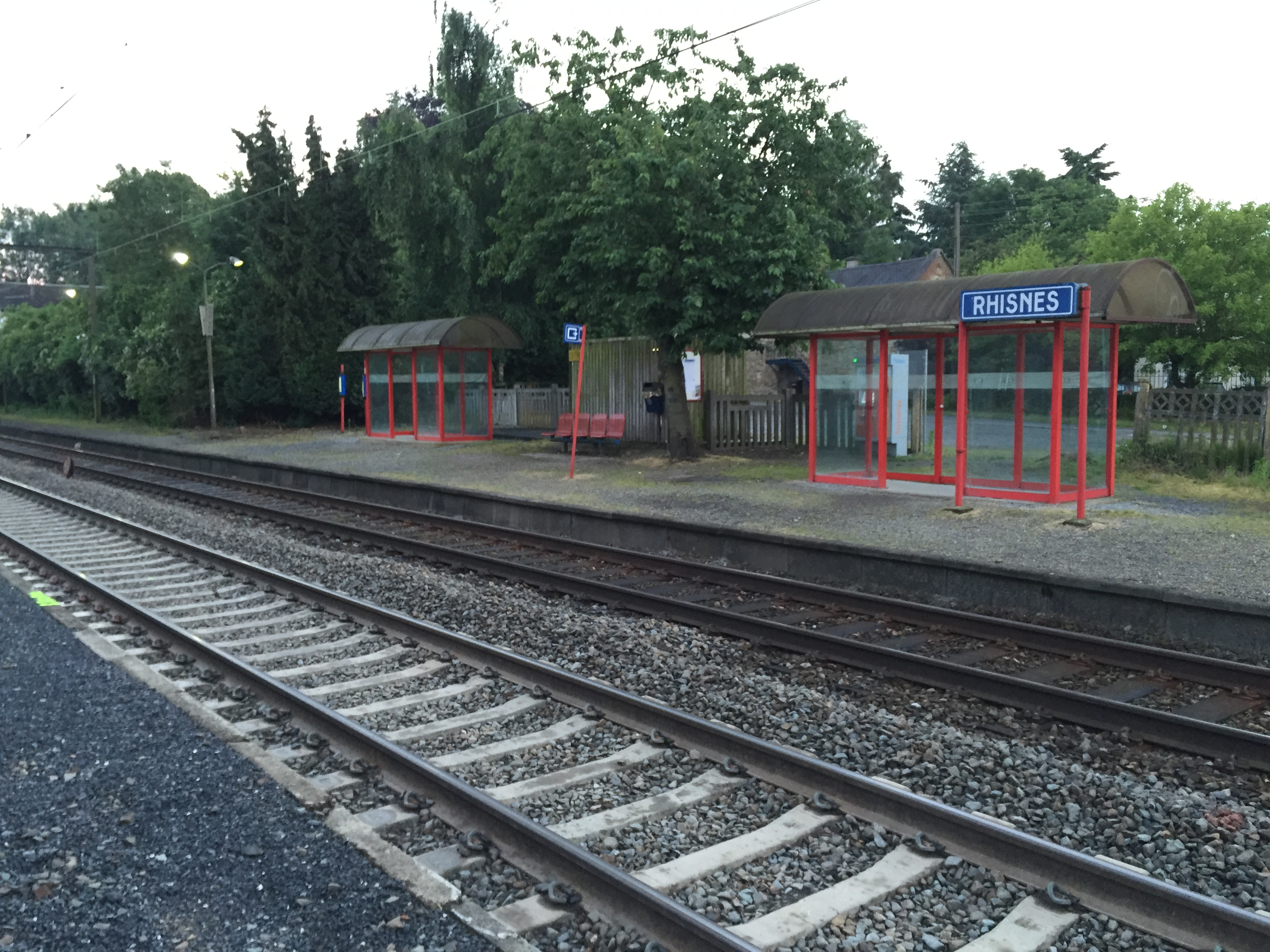
Quais de la halte.
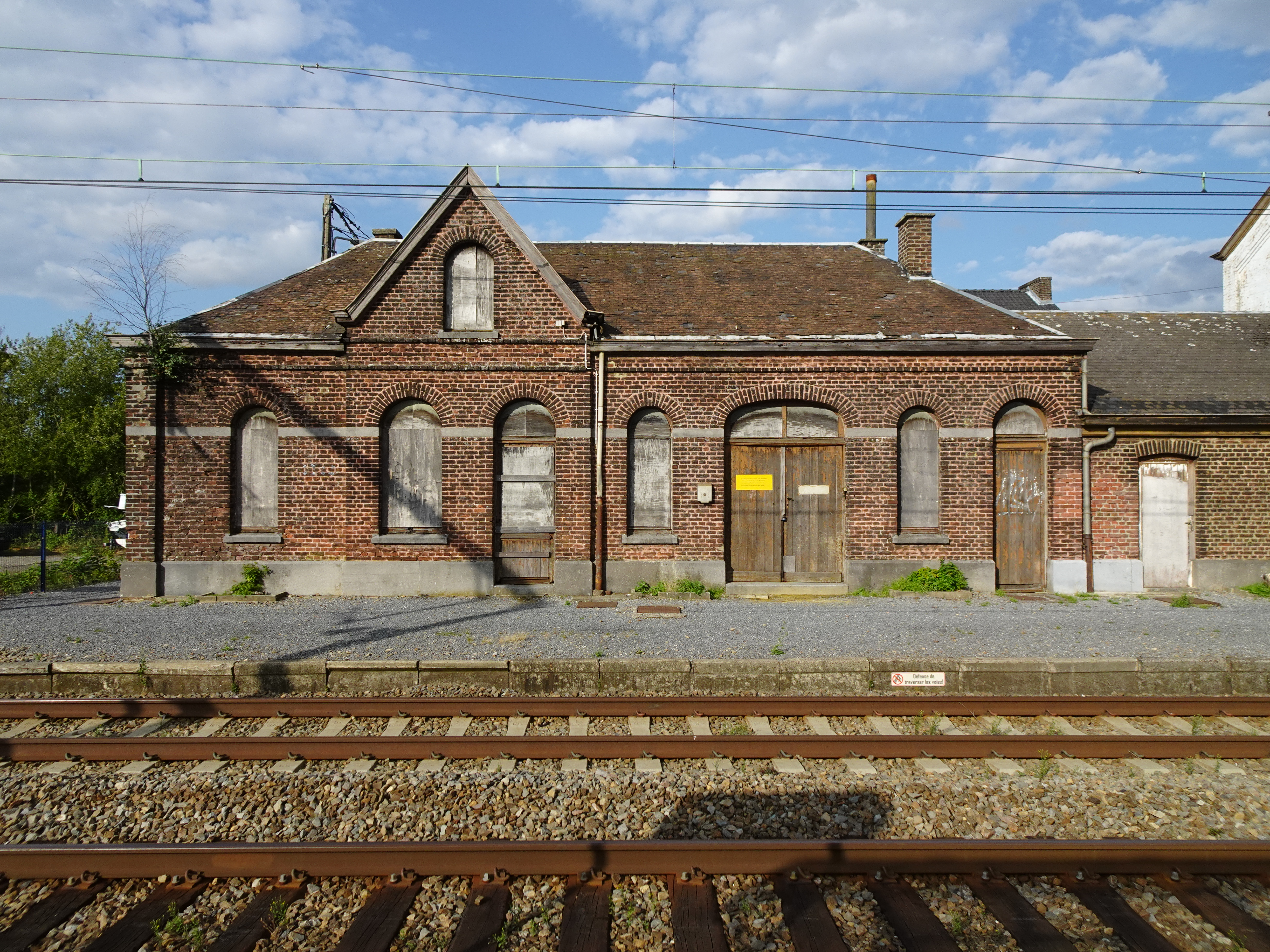
Annexe de la gare.